# Шульман, Лия Соломоновна
Лия Соломоновна Шульман (родилась 27 сентября 1945 года в Ленинграде , СССР)  - советский, российский художник, ювелир, педагог, искусствовед, поэт, член Союза художников России.

## Биография
Лия Соломоновна Шульман родилась 27 сентября 1945 года в Ленинграде в семье ученых - биологов.
Отец — Соломон Самуилович Шульман, доктор биологических наук.
Мать — Рахиль Ефремовна Шульман-Альбова, кандидат биологических наук.
Брат —  Борис Соломонович Шульман — биолог, кандидат биологических наук.
1951 — 1964 — училась в средней образовательной школе № 192 , в школе № 190, в математико-биологической школа при ЛГУ № 38.
1964 — 1968 — училась у Василия Ильича Суворова в Художественной студии Ленинградского Дома Медработника.
1968 — 1973 — обучение в  Высшем художественно-промышленном училище им. В.И.Мухиной на кафедре В.Ф.Маркова  по специальности «художественное стекло и керамика» ( Санкт-Петербургская художественно-промышленная академия имени А. Л. Штиглица).
1973 — 1974 ВНИИ Ювелирпром; первая коллективная выставка в Санкт-Петербургском Союзе художников.

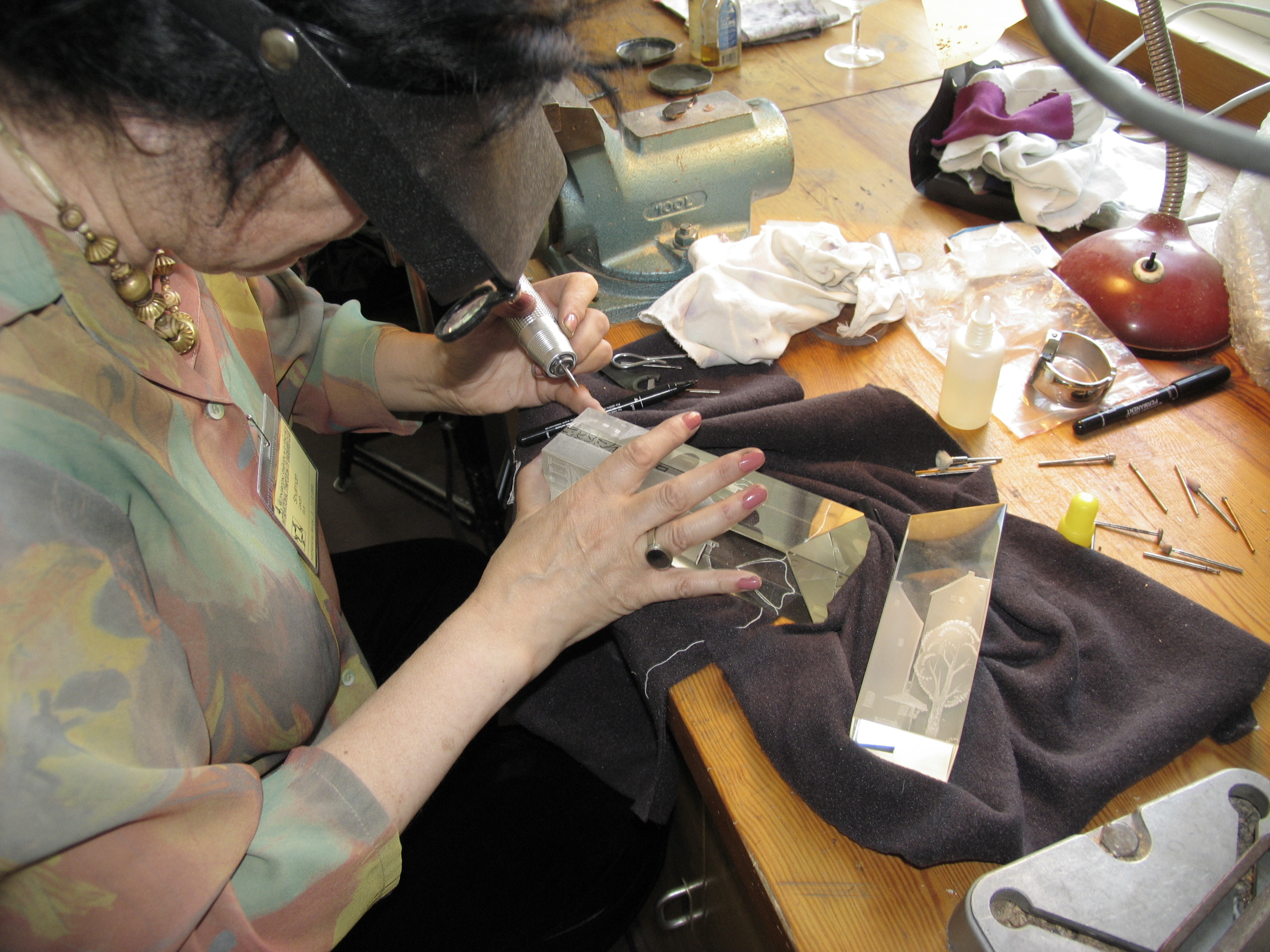
Лия Шульман за работой. Чехия, 2005

1974 — 1981 — работа в ЛПТО «Русские Самоцветы», где Лия Шульман проектирует образцы изделий для серийного и массового производства ; изучает историю и технологию ювелирного искусства (создание серии-реплик Карла Фаберже «сочетание стекла и металла»: «Лев стережет Город»(1978), «Серебряные цветы» (1979), «Олимпийский сувенир» (1980), «Весеннее окно» (1981), «Первый лист»(1990).
1982 — 1992 — студийный художник стекла, Ленинградский Комбинат Декоративно-прикладного искусства. Создание классического монументального витража для ВНИИ Риса, Краснодарский край (1991)
1982 — член Союза Художников РФ, Санкт-Петербургский Союз художников.
1985 — 1986 — совместно с профессором Федором Семеновичем Энтелис ,  кафедра стекла и керамики ЛВХПУ имени В. И. Мухиной , проводит экспериментальную работу по созданию новых технологий в гутном стеклоделии "Дальнейшее развитие технологии изделий из стекла с заданным внутренним декором, типа "грааль" и "ариэль" в 1985 - 1986.
1995 —  2002 — создание коллажных витражей («Сукка», "Огни Хануки"). Преподавание росписи по стеклу в студиях «Эрец», «Зах» и создание диптиха «Памяти Шагала» (1997).
Изделия Лии Шульман выполнены в гуте, хрустале, листовом стекле, многие — из оптического стекла. Используя оптические  свойства материала, редко применяемые приемы холодной обработки (метод скользящей гравировки), художник восстанавливает забытые технологии (холодное золочение и серебрение
по гравировке), пользуясь новыми методами обработки стекла (голография), создает произведения, сочетающие классику и современное звучание («Симфония Летнего сада» (1990), «Объединение двух Германий» (1993), «В синагогах древности» (1993)).
1995 —  глава Международной группы еврейских художников «ПЕЛЕ».
1997 — член Ассоциации Искусствоведов, Санкт-Петербург.
2015 — Профессиональный союз художников России
2017 —  Союз нарвских художников «Вестервалли», Эстония.
В ее работах наравне с сюжетами, посвященными, Петербургу и России имеются сюжеты, связанные с ее национальной принадлежностью. Две составляющие – родина по рождению и родина истоков - основа основ ее творчества. 
      Многообразие используемых техник и приемов является своеобразной палитрой художника и объясняет многообразие направлений в ее творчестве.Ася Кожевникова, 
Союз Художников РФ
С 1994 — Лия Шульман педагог в системе еврейского образования (школы «Махон»,  «Иерушалаим», «Менахем», студии витража «Эрец», «еврейская традиция»,  «Зах» и др.).
1994 — 2004 — кружок витражного искусства в Израильском Культурном Центре в Санкт-Петербурге.
1999 — 2005 — ежегодный курс лекций «Символика в еврейском  традиционном искусстве», “Jet 2000”, ОРТ Гинзбург-СПб. Санкт-Петербург.
2001 — 2017 — преподаватель ИЗО в Хейдере «Менахем». Санкт-Петербург.
2004 — 2005 — руководитель школы - студии витража «Еврейская традиция в изобразительном искусстве», ЕАР, Санкт-Петербург.
2005 — 2006 — руководитель студии «Зах», Большая хоральная синагога, Санкт-Петербург.
2009 — 2013 — приглашенный куратор и координатор Международного Выставочного Творческого Проекта «ЕДИНЕНИЕ», Нарва, Эстония.
2017— 2018  — дистанционный курс «Символика еврейского традиционного прикладного искусства», программа «Профессионалы — учителям», Ресурсный  центр еврейского образования, Санкт-Петербург.

## Персональные выставки
Работы Лии Шульман были представлены более чем в 20 персональных выставках и находятся в музеях и частных коллекциях России, Германии, Финляндии, Израиля, Польши, Бразилии, США и Канады.
- 2019   «В мире хрупкой красоты», Проект «Имя твое корни прошлого», Музей изобразительных искусств Республики Карелия, Петрозаводск
- 2015   «Сквозь веер памяти», 12-й Фестиваль «Японская весна в Санкт-Петербурге», Библиотека им. Н.Островского, Санкт-Петербург, Россия
- 2013    «Поэтическое поздравление»  Музей-институт семьи Рерихов, Санкт-Петербург, Россия
- 2011    «Еврейский Дом», Синагога на Б.Бронной, Москва, Россия
- 2010    «Свет Хануки», ЕСОД (Дом еврейской Культуры), Санкт-Петербург, Россия
- 2005    «Какого цвета радость?», Еврейский Общинный Центр в Санкт-Петербурге,Санкт-Петербург, Россия
- 2005    «Дотяни струну до души», Центр «Другой Мир», Санкт-Петербург, Россия
- 2002    «Икебана в стекле Лии Шульман», Санкт-Петербург, Россия
- 2001    «Стеклопластика и оптическое стекло Лии Шульман», Центр «Другой Мир»,Санкт-Петербург, Россия
- 2000    «Дотяни струну до сердца», Израильский культурный центр при посольстве государства Израиль в РФ, Санкт-Петербург, Россия
- 1997    «Стеклянные скульптуры Лии Шульман», галерея «art- bagdad-cafe», Мальмё, Швеция
- 1995    «15 объектов стекла», Школа Экономики, Орегон, США
- 1994    «Стекло в городе на Волге», Институт Экологии Волжского бассейна Академии Наук  СССР, Тольятти, СССР
- 1991    «Город мой непостижимый», Музей Этнографии народов СССР, Ленинград, СССР
- 1988    «Стекло Лии Шульман», Институт Экологии  Волжского бассейна Академии Наук СССР,  Тольятти, СССР

## Участие в коллективных выставках
Лия Шульман участвовала более чем в 600 совместных выставках в России, США, Франции, Голландии, Японии, Австрии.
- 2019 —  XVI  Международная выставка «Стекло и керамика в пейзаже», Елагин дворец, Санкт-Петербург, Россия
- 2018 —  Международный Фестиваль Абстракция, INTERNATIONAL FESTIVAL OF ABSTRACTION ARTS, Московский Дом Художника, Москва, Россия
- 2018 —  Международная выставка «Свободная песня эстонского орнамента»,  Narva Muuseum, Нарва, Эстония
- 2017 —  Юбилейная выставка «85 лет Союзу художников», Выставочный центр Санкт-Петербургского Союза  художников, Санкт-Петербург, Россия
- 2016 —  Творческий фестиваль «Стекло и керамика в старинном парке», Государственный музей керамики, Усадьба Кусково, Москва, Россия
- 2015 —  Выставка «Художники пишут стекло », Конюшенный корпус  ЦПКиО им.С.М.Кирова, Санкт-Петербург, Россия
- 2014 —  Выставка Памяти «70 лет Блокады Ленинграда», Выставочный центр Санкт-Петербургского Союза  художников, Санкт-Петербург, Россия
- 2013 —  Международная выставка «Пушистые хранители Петербурга»,  Хельсинки, Финляндия.
- 2012 —  Юбилейная выставка «80 лет Санкт-Петербургскому Союзу художников», Центральный выставочный зал «Манеж», Санкт-Петербург, Россия
- 2011 —  V Российское Триеннале «СТЕКЛО - 2011», Всероссийский Музей декоративно-прикладного и народного искусства, Москва, Россия
- 2010 —  Выставка витража, стекла и ювелирного искусства «Грот», Государственный Русский Музей, Санкт-Петербург, Россия
- 1980 —  Зональная молодёжная выставка «Молодость страны»,  Центральный выставочный зал «Манеж», Ленинград, СССР
- 1982 —  Всесоюзная молодёжная выставка «Художники - народу», Московский Дом Художника, Москва, СССР
- 1974 —  Зональная молодёжная выставка «Молодость, мастерство, современность», Союз художников, Ленинград, СССР
- 1973 —  Молодёжная выставка «Наш Ленинград», Союз художников, Ленинград, СССР

## Награды
- Благодарность Законодательного Собрания Санкт-Петербурга (25 июня 2014 года) — за выдающиеся личные заслуги в развитии культуры и искусства в Санкт-Петербурге, многолетнюю добросовестную профессиональную и успешную творческую деятельность[1].